# 馬達加峰
62°32′04″S 60°06′43″W / 62.53444°S 60.11194°W

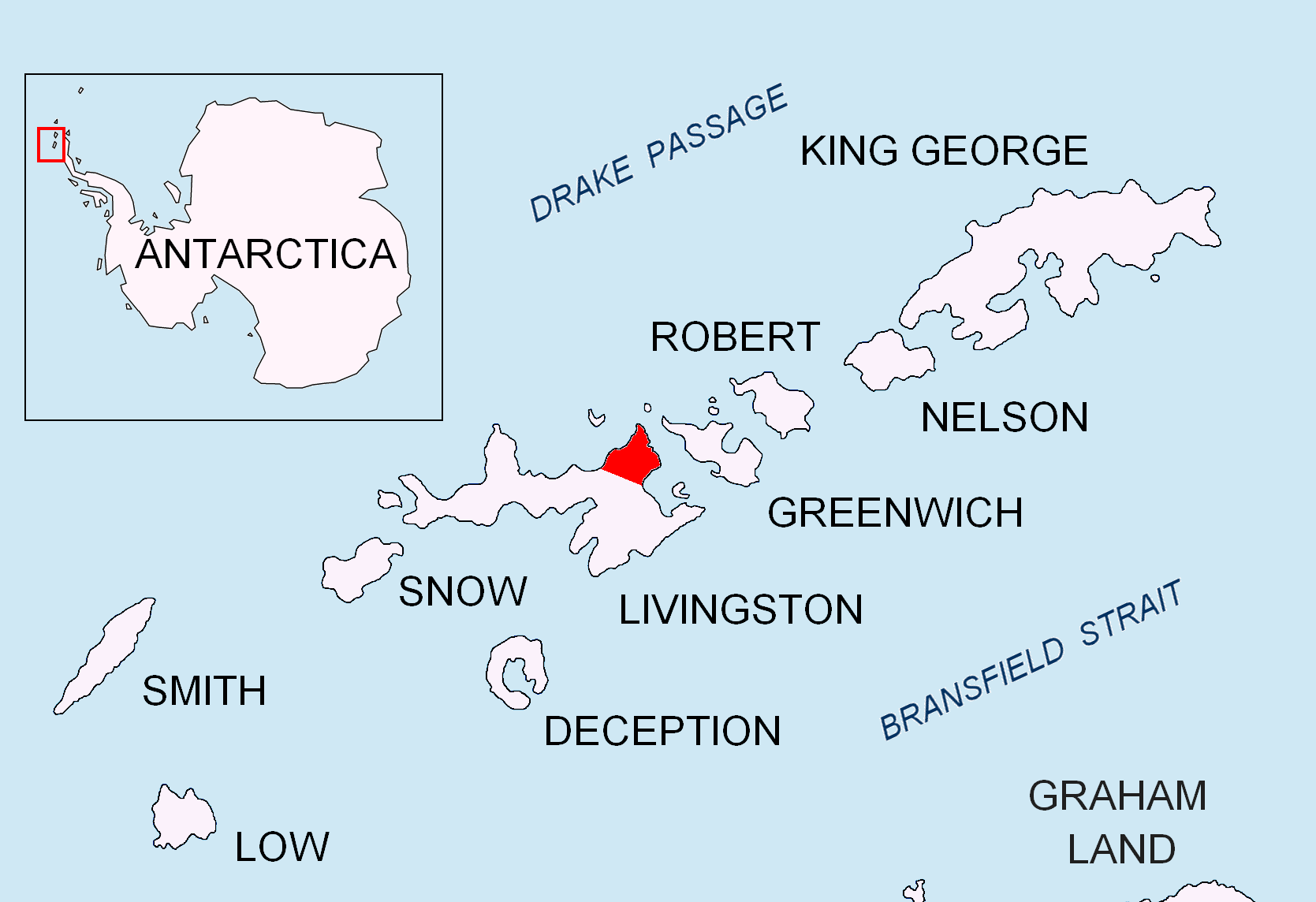

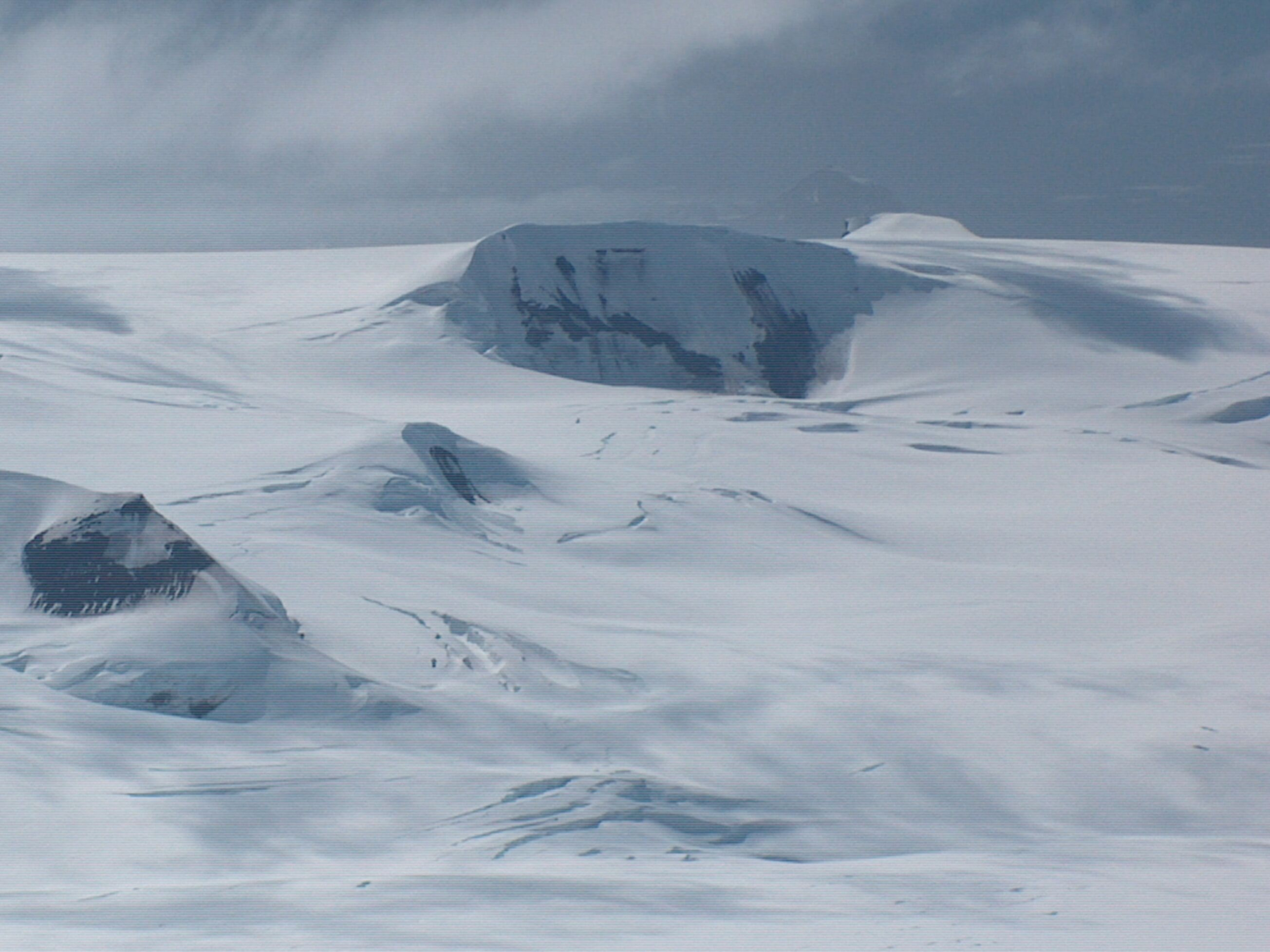

馬達加峰是南極洲的山峰，位於南設得蘭群島中利文斯頓島的瓦爾納半島，屬於維丁高地的一部分，海拔高度430米，處於薩卡爾峰西北面1.25公里和拉科夫斯基冰原島峰西南面1.4公里。

## 外部連結
- SCAR Composite Antarctic Gazetteer（页面存档备份，存于）.